# Rally Liepāja

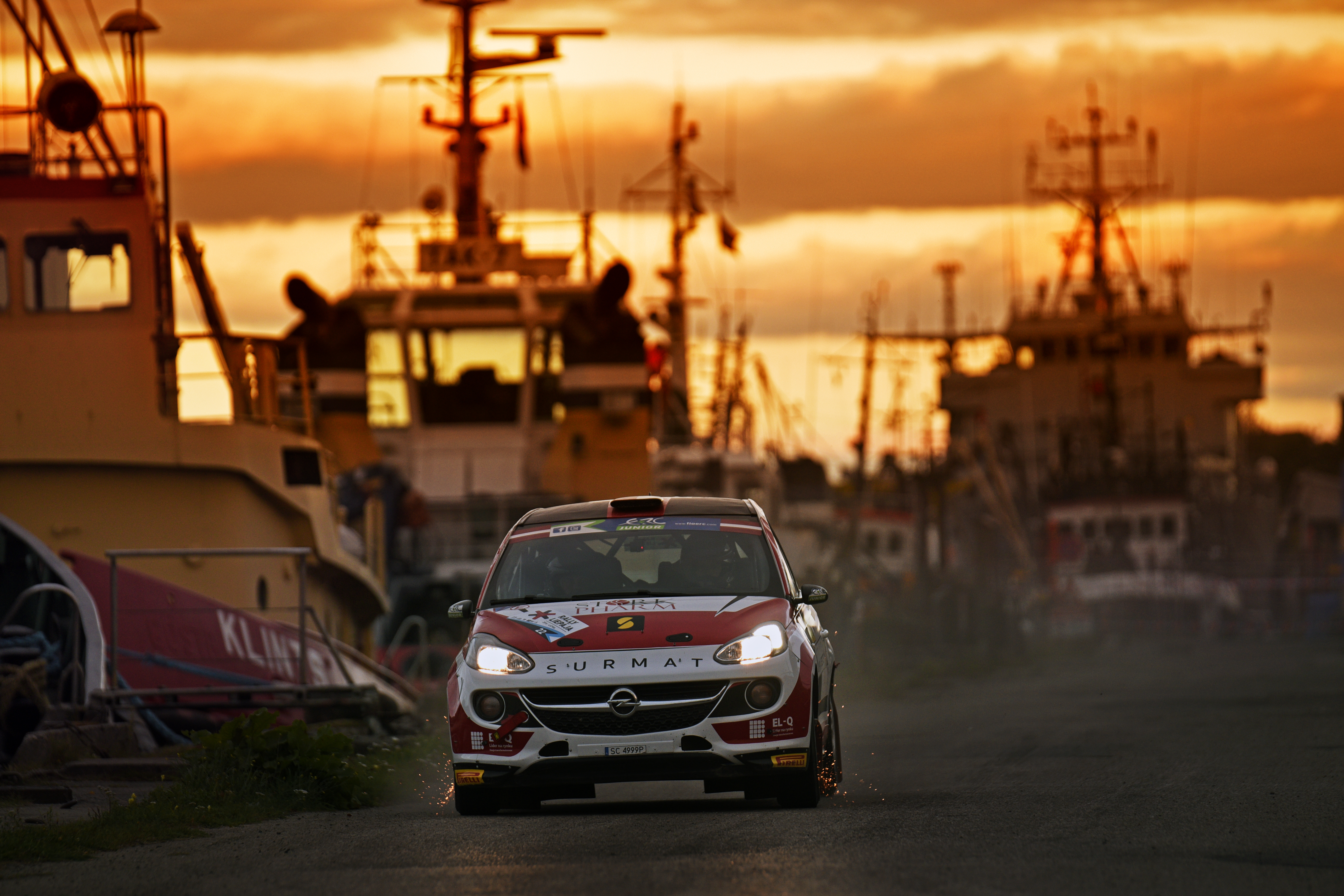
L'edizione 2015 del Rally Liepāja

Il Rally Liepāja è un evento internazionale di rally, si disputa lungo la costa nord del Mar Baltico dalla città di Liepāja a Ventspils, entrambe in Lettonia. Originariamente il rally è stato immaginato come un rally sulla neve, ma il tacciato è per lo più sterrato, visto che si disputa verso metà luglio.
Il primo rally si è svolto la prima volta nel 2013, diventando l primo evento automobilistico internazionale che si è tenuto in Lettonia da quando ha ottenuto l'indipendenza dall'Unione Sovietica nel 1991.
Dopo diversi anni di tentativi il Rally Liepāja è in trattativa con gli organizzatori del Campionato del mondo rally per diventarne una tappa della stagione 2024.

## Albo d'oro
| Anno | Denominazione                | Vincitore              | Co-pilota              | Auto                          | Competizione |
| ---- | ---------------------------- | ---------------------- | ---------------------- | ----------------------------- | ------------ |
| 1981 | Rally Liepāja 1981           | Vallo Soots            | Tõnu Vunn              | ?                             | USSR A2      |
| 1985 | Rally Liepāja 1985           | Eugenijus Tumalevičius | Pranas Videika         | ?                             | USSR A5      |
| 2013 | Rally Liepāja Ventspils 2013 | Jari Ketomaa           | Kaj Lindström          | Ford Fiesta RRC               | ERC          |
| 2014 | Rally Liepāja 2014           | Esapekka Lappi         | Janne Ferm             | Škoda Fabia S2000             | ERC          |
| 2015 | Rally Liepāja 2015           | Craig Breen            | Scott Martin           | Peugeot 208 T16               | ERC          |
| 2016 | Rally Liepāja 2016           | Ralfs Sirmacis         | Artūrs Šimins          | Škoda Fabia R5                | ERC          |
| 2017 | Rally Liepāja 2017           | Nikolaj Grjazin        | Jaroslav Fëdorov       | Škoda Fabia R5                | ERC          |
| 2018 | Rally Liepāja 2018           | Nikolaj Grjazin        | Jaroslav Fëdorov       | Škoda Fabia R5                | ERC          |
| 2019 | Rally Liepāja 2019           | Oliver Solberg         | Aaron Johnston         | Volkswagen Polo GTI R5        | ERC          |
| 2020 | Rally Liepāja 2020           | Oliver Solberg         | Aaron Johnston         | Volkswagen Polo GTI R5        | ERC          |
| 2021 | Rally Liepāja 2021           | Nikolaj Grjazin        | Konstantin Aleksandrov | Volkswagen Polo GTI R5        | ERC          |
| 2022 | Tet Rally Liepāja 2022       | Mārtiņš Sesks          | Renārs Francis         | Škoda Fabia Rally2 Evo        | ERC          |
| 2023 | Tet Rally Liepāja 2023       | Mārtiņš Sesks          | Renārs Francis         | Škoda Fabia RS Rally2         | ERC          |
| 2024 | Tet Rally Latvia 2024        | Kalle Rovanperä        | Jonne Halttunen        | Toyota GR Yaris Rally1 Hybrid | WRC          |